# Pamela Harriman
Pamela Harriman (Farnborough, 20 marzo 1920 – Parigi, 5 febbraio 1997) è stata una diplomatica e socialite britannica naturalizzata statunitense.

## Biografia
Pamela Harriman, nota anche come Pamela Churchill (nubile Pamela Digby) era figlia del barone Edward Digby e di Costanza Campbell Bruce, figlia di un influente membro della Camera dei lord. Sua zia, Lady Jane Digby, che ebbe una notevole influenza nell'ispirare lo stile di vita di Pamela, fu una delle protagoniste “scandalose” dell'alta società inglese degli anni trenta. A diciassette anni Pamela fu inviata a studiare a Monaco di Baviera, dove conobbe e frequentò, per un brevissimo periodo, Adolf Hitler.
In seguito, nel 1939, sposò in prime nozze il figlio primogenito del grande statista inglese Sir Winston Churchill, Randolph, membro della Camera dei Comuni, dal quale nel 1940 ebbe un figlio a cui fu dato il nome del celebre nonno Winston. La foto della giovane Pamela, con il neonato in grembo, scattata dal famoso fotografo Cecil Beaton, fece il giro del mondo e occupò la prima pagina di Life.
Nel dopoguerra, dopo aver divorziato da Churchill, travolto dall'alcool e dai debiti, frequentò il jet set internazionale dei tempi ed ebbe numerose relazioni sentimentali con alcuni dei personaggi dell'alta società. Fra essi, oltre al principe ismailita Aga Khan, si ricorda il lungo rapporto, iniziato nel 1948, con Gianni Agnelli; la relazione fu molto profonda ma si risolse nel 1952 quando, dopo una lite causata dal fatto che Pamela lo aveva sorpreso in compagnia di una giovane nobildonna, Anne Marie d'Estainville, Agnelli, guidando in Costa Azzurra di notte un'auto sportiva con la giovane al suo fianco, ebbe un pauroso incidente che gli causò una grave infermità alla gamba destra, già fratturata in un incidente d'auto nel 1944.
In seguito Pamela ebbe altre storie d'amore, con il barone Elie de Rothschild, e con l'armatore greco Stauros Niarchos. Nel 1960, a Hollywood, sposò in seconde nozze il produttore cinematografico statunitense Leland Hayward, che morì nel 1971. Rimasta vedova, Pamela riprese a frequentare un suo antico amore, Averell Harriman, che sposò in terze nozze nel 1971 e con il quale si trasferì definitivamente a Washington, dove fu coinvolta nelle attività del Partito Democratico, soprattutto dopo la morte di Harrimann, avvenuta nel 1986.
Nel 1993 il Presidente Bill Clinton la nominò ambasciatrice statunitense in Francia, ruolo che ricoprì fino al 1995. Nel 1997 Pamela Harriman morì presso l'American Hospital di Parigi (Neuilly-sur-Seine), dove fu trasportata per una emorragia cerebrale che la colse mentre nuotava nella piscina del celebre Hôtel Ritz di Place Vendôme. Alla sua morte il Presidente Jacques Chirac fece insignire la sua bandiera diplomatica della Grande Croce della Legion d'Onore. La salma di Pamela fu riportata negli Stati Uniti dall'Air Force One per i funerali di stato. La sua vita fu riprodotta in un film documentario del 1998, in cui il suo ruolo fu interpretato dall'attrice Ann-Margret.

## Ascendenza
|                                    |                                    |                                      | Genitori                                         |  |  | Nonni |  |  | Bisnonni                         |  |  | Trisnonni       |  |
|                                    |                                    |                                      |                                                  |  |  |       |  |  | 8. Edward Digby, IX barone Digby |  |  | 16. Henry Digby |  |
|                                    |                                    |                                      |                                                  |  |  |       |  |  | 8. Edward Digby, IX barone Digby |  |  | 16. Henry Digby |  |
|                                    |                                    | 17. Jane Elizabeth Coke              |                                                  |  |  |       |  |  | 8. Edward Digby, IX barone Digby |  |  |                 |  |
| 4. Edward Digby, X barone Digby    |                                    |                                      |                                                  |  |  |       |  |  | 8. Edward Digby, IX barone Digby |  |  |                 |  |
|                                    |                                    | 9. Theresa Anna Maria Fox-Strangways | 18. Henry Fox-Strangways, III conte di Ilchester |  |  |       |  |  |                                  |  |  |                 |  |
|                                    |                                    | 9. Theresa Anna Maria Fox-Strangways | 18. Henry Fox-Strangways, III conte di Ilchester |  |  |       |  |  |                                  |  |  |                 |  |
|                                    |                                    | 9. Theresa Anna Maria Fox-Strangways | 19. Caroline Murray                              |  |  |       |  |  |                                  |  |  |                 |  |
| 2. Edward Digby, XI barone Digby   |                                    | 9. Theresa Anna Maria Fox-Strangways |                                                  |  |  |       |  |  |                                  |  |  |                 |  |
|                                    |                                    | 10. Albert Hood                      | 20. Samuel Hood-Tibbits, III visconte Hood       |  |  |       |  |  |                                  |  |  |                 |  |
|                                    |                                    | 10. Albert Hood                      | 20. Samuel Hood-Tibbits, III visconte Hood       |  |  |       |  |  |                                  |  |  |                 |  |
|                                    |                                    | 10. Albert Hood                      | 21. Mary Isabella Tibbits                        |  |  |       |  |  |                                  |  |  |                 |  |
| 5. Emily Beryl Sissy Hood          |                                    | 10. Albert Hood                      |                                                  |  |  |       |  |  |                                  |  |  |                 |  |
|                                    |                                    | 11. Julia Jane Hornby                | 22. Thomas Wynn Hornby                           |  |  |       |  |  |                                  |  |  |                 |  |
|                                    |                                    | 11. Julia Jane Hornby                | 22. Thomas Wynn Hornby                           |  |  |       |  |  |                                  |  |  |                 |  |
|                                    |                                    | 11. Julia Jane Hornby                | 23. Louisa Sheffield                             |  |  |       |  |  |                                  |  |  |                 |  |
| 1. Pamela Harriman                 |                                    | 11. Julia Jane Hornby                |                                                  |  |  |       |  |  |                                  |  |  |                 |  |
|                                    | 12. Henry Bruce, I barone Aberdare | 24. John Bruce                       |                                                  |  |  |       |  |  |                                  |  |  |                 |  |
|                                    | 12. Henry Bruce, I barone Aberdare | 24. John Bruce                       |                                                  |  |  |       |  |  |                                  |  |  |                 |  |
|                                    | 12. Henry Bruce, I barone Aberdare | 25. Sarah Austin                     |                                                  |  |  |       |  |  |                                  |  |  |                 |  |
| 6. Henry Bruce, II barone Aberdare | 12. Henry Bruce, I barone Aberdare |                                      |                                                  |  |  |       |  |  |                                  |  |  |                 |  |
|                                    |                                    | 13. Annabella Beadon                 | 26. Richard Beadon                               |  |  |       |  |  |                                  |  |  |                 |  |
|                                    |                                    | 13. Annabella Beadon                 | 26. Richard Beadon                               |  |  |       |  |  |                                  |  |  |                 |  |
|                                    |                                    | 13. Annabella Beadon                 | 27. Annabella à Court                            |  |  |       |  |  |                                  |  |  |                 |  |
| 3. Constance Pamela Alice Bruce    |                                    | 13. Annabella Beadon                 |                                                  |  |  |       |  |  |                                  |  |  |                 |  |
|                                    |                                    | 14. Hamilton Beckett                 | 28. Henry Beckett                                |  |  |       |  |  |                                  |  |  |                 |  |
|                                    |                                    | 14. Hamilton Beckett                 | 28. Henry Beckett                                |  |  |       |  |  |                                  |  |  |                 |  |
|                                    |                                    | 14. Hamilton Beckett                 | 29. Mary Lyle                                    |  |  |       |  |  |                                  |  |  |                 |  |
| 7. Constance Mary Beckett          |                                    | 14. Hamilton Beckett                 |                                                  |  |  |       |  |  |                                  |  |  |                 |  |
|                                    |                                    | 15. Sophia Clarence Copley           | 30. John Copley, I barone Lyndhurst              |  |  |       |  |  |                                  |  |  |                 |  |
|                                    |                                    | 15. Sophia Clarence Copley           | 30. John Copley, I barone Lyndhurst              |  |  |       |  |  |                                  |  |  |                 |  |
|                                    |                                    | 15. Sophia Clarence Copley           | 31. Sarah Garay Brunsden                         |  |  |       |  |  |                                  |  |  |                 |  |
|                                    |                                    | 15. Sophia Clarence Copley           |                                                  |  |  |       |  |  |                                  |  |  |                 |  |